# 옹드 마르트노
옹드 마르트노(Ondes Martenot, 프랑스어: ondes musicales)는 전기의 작동으로 금속 선이 진동하여 소리를 내는 전자 악기의 하나이다.

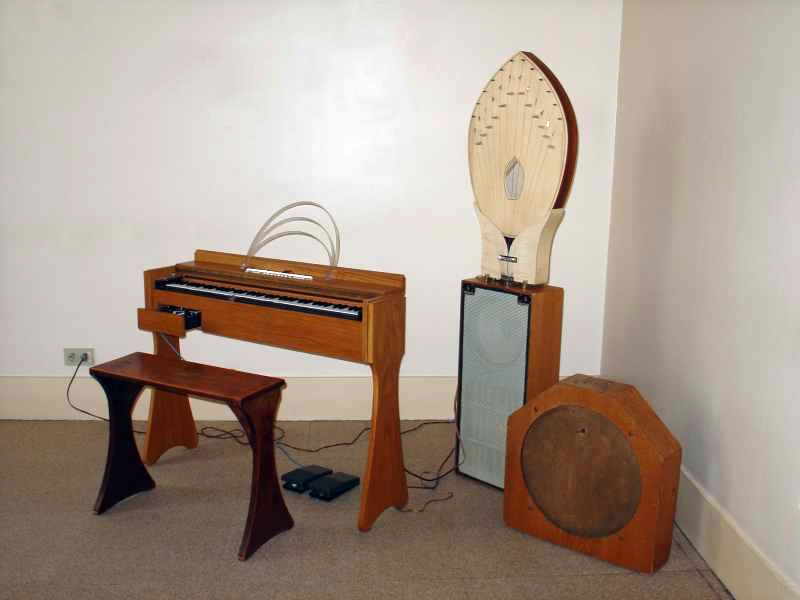
옹드 마르트노

프랑스의 음악가 모리스 마르트노가 1928년에 발표한 전자 악기로 외관은 첼레스타를 닮은 소형 건반악기이다. 진공관 발진회로를 이용하여 2개의 고주파의 울림을 합성하여 가청음역(可聽音域)의 저주파진동(低周波振動)을 일으키고, 속에 갖추고 있는 축전기(蓄電器)의 용량을 변화시켜서 주파수, 즉 음높이의 변화를 얻는다. 대형악기로서 7옥타브에 이르는 피아노식 건반은 음을 내기 위한 스위치이며, 건반악기로서 가락을 연주할 수 있다. 이 건반은 또한 자의 눈금과 같은 역할을 한다. 즉 건반의 앞에 특수한 리본이 장치되어 있어 거기 붙어 있는 고리로 이것을 미끄러뜨리면 눈금 즉 건반이 가리키는 음높이에 따라 자유로운 연속적 글리산도를 연주할 수 있다. 음은 증폭되어 스피커에서 발음되며 스피커는 세 가지가 있는데, 각기 특성을 가지고 있어 선택과 조합에 따라 음빛깔의 변화를 가질 수 있다. 구조상 화음을 연주할 수는 없으며, 전적으로 단음의 가락을 연주하나 다른 악기에서 볼 수 없는 독특한 음빛깔과 효과가 있다. 프랑스에서 만들어졌으므로 프랑스 또는 프랑스계 작곡가들, 즉 올리비에 메시앙, 아르튀르 오네게르, 앙드레 졸리베, 다리우스 미요, 자크 이베르, 에드가르 바레즈 등이 이 악기를 기용했다.
영화나 드라마, 게임 등의 음악에도 사용된 바가 있다. 고스트 버스터즈, 8대 장군 요시무네, 아크 더 래드 5 등을 들 수 있다.

## 영상 보기
- 유튜브에 있는 옹드 마르트노 연주 모습들.(자료 없음)
- Thomas Bloch's website, a world prominent ondes Martenot player (also glassharmonica and cristal Baschet) - facts, videos, pictures, biography, discography, contact...
- Christine Ott's website, ondes Martenot modern composer